# Scotia

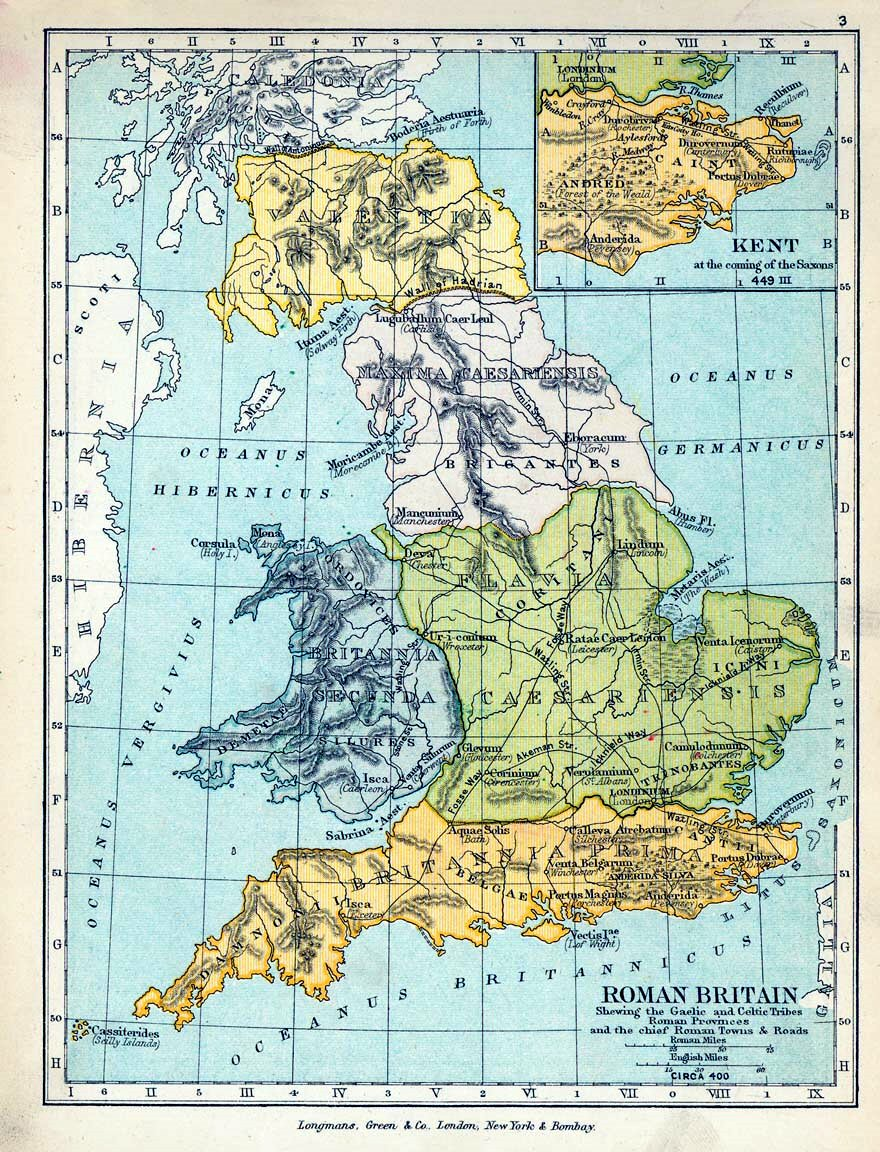
Mapa das divisões romanas da Irlanda e Escócia onde se mostram os Scoti enquanto agrupamento tribal no norte da Irlanda.

Scotia foi originalmente o nome romano da Irlanda, habitada pelos escotos (em latim Scoti ou Scotii). O uso do nome na Idade Média passou a designar a parte da ilha da Grã-Bretanha ao norte do estuário do rio Forth, Reino de Alba. Na Baixa Idade Média passou a ser o termo latino do que em inglês se designa Scotland e em português, Escócia.

## Etimologia e derivações
O nome da Escócia, em inglês Scotland, deriva do latim Scoti, termo utilizado para se referir aos gaélicos. A origem do termo scoti é incerta. Foi achado em textos latinos do século IV em que era descrita uma tribo que outrora navegou desde a Irlanda até à Britânia romana. O termo foi então aplicado a todos os gaélicos. Crê-se que nenhum grupo gaélico se autodenominasse Scoti na época, com excepção das escrituras em latim. Antigos documentos irlandeses usam o termo Scot (plural Scuit) em épocas que remontam ao século IX, como por exemplo no glosário de Cormac úa Cuilennáin.
Para Charles Oman o termo deriva de Scuit; um homem desprendido, o que sugere que Scuit não se refere a um gaélico mas a uma área renegada colonizada na zona de Úlster que se converteu no reino de Dál Riata.
O autor do século XIX, Aonghas MacCoinnich, de Glasgow, propôs que Scoti deriva de um etnónimo gaélico (proposto por MacCoinnich) Sgaothaich de sgaoth ("swarm" > "multidão"), mais o sufixo -ach (plural -aich). No entanto, esta proposta não foi até à data confirmada por estudiosos das toponímias.
O papa Leão X (1513–1521) decretou que o uso do nome Scotia passaria a referir-se à terra que atualmente constitui a Escócia.
Praticamente todos os nomes da Escócia baseiam-se em Scotia (e.g. francês Écosse, checo Skotsko, zulu IsiKotilandi, maori Koterana, hacá Sû-kak-làn, quíchua Iskusya, turco İskoçya etc.), de forma direta ou através de outra língua. As excepções são as línguas celtas cujos nomes são baseados em Alba, como é exemplo do manês Nalbin ou o galês Yr Alban.

## Uso medieval

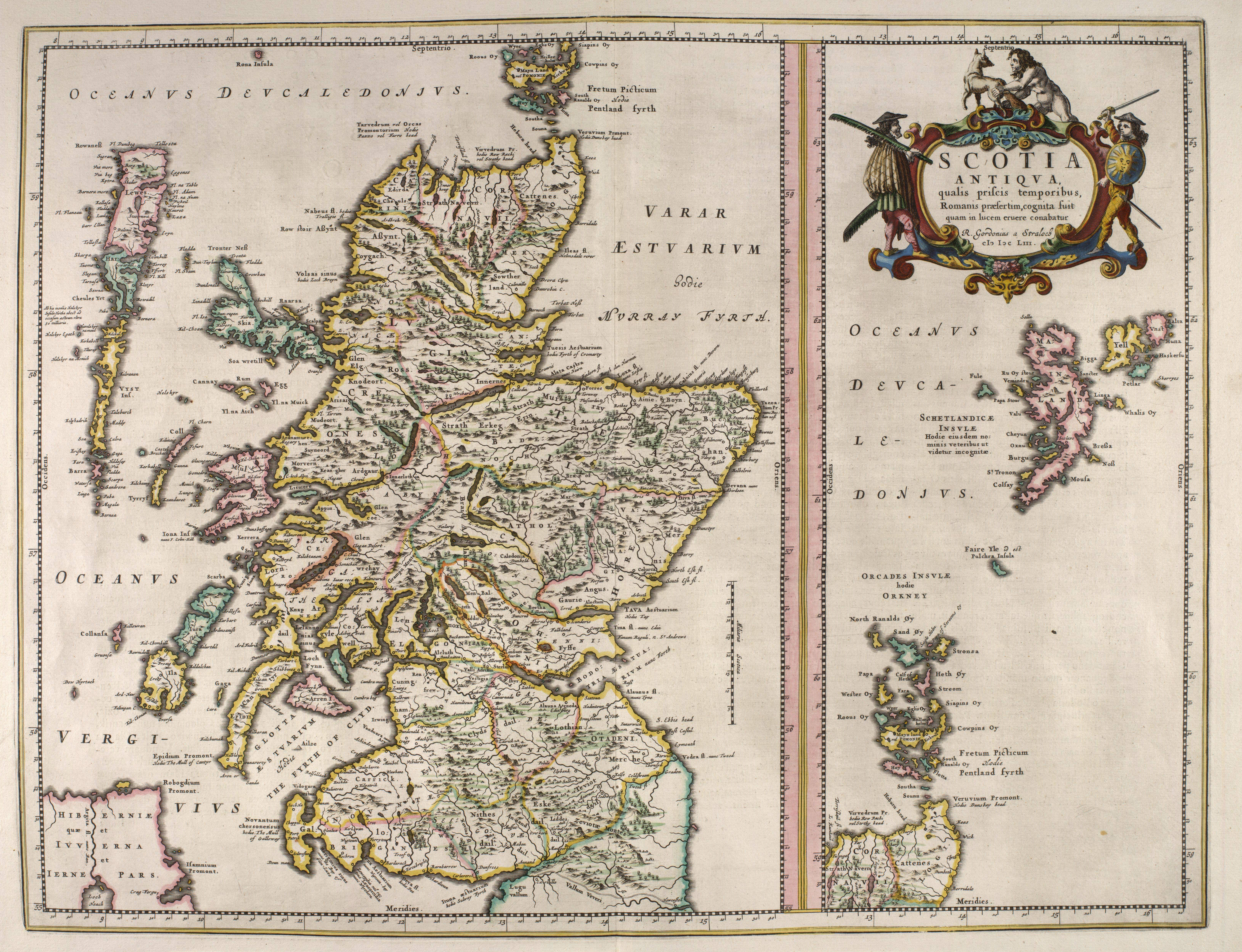
Mapa de 1654 que ilustra o uso de Scotia para Escócia e Hibernia/Ivverna para Irlanda.

Scotia significa "terra dos gaélicos". Originalmente designava a Irlanda, como quando Isidoro de Sevilla em 580 d.C. designava Scotia e Hibernia como sendo o mesmo país (Isidoro, lib. xii. c. 6), porém, a conotação é todavia étnica. Assim foram usados na épocas pelo rei Roberto I da Escócia e Domhnall Ua Néill durante as Guerras de independência da Escócia, quando a Irlanda era chamada Scotia Maior e Escocia Scotia Minor. Escócia adquire o seu nome de Scotus que em latim significa "homem irlandês" (masculino de Scoti). Isto referindo-se aos gaélicos provenientes de Irlanda que era chamada Scotia (feminino de Scoti) durante esta época. Os romanos na Idade Média conheciam o que agora é Escócia por Caledónia.